# Atlanta (Michigan)
Atlanta is een plaats (census-designated place) in de Amerikaanse staat Michigan, en valt bestuurlijk gezien onder Montmorency County.

## Demografie
Bij de volkstelling in 2000 werd het aantal inwoners vastgesteld op 757.

## Geografie
Volgens het United States Census Bureau beslaat de plaats een oppervlakte van
7,4 km², waarvan 7,0 km² land en 0,4 km² water. Atlanta ligt op ongeveer 272 m boven zeeniveau.

## Plaatsen in de nabije omgeving
De onderstaande figuur toont nabijgelegen plaatsen in een straal van 40 km rond Atlanta.